# Adamantios Androutsopoulos
Adamantios Androutsopoulos (griechisch Αδαμάντιος Ανδρουτσόπουλος, * 1919 in Psari, Messenien; † 10. November 2000) war ein griechischer Politiker und ehemaliger Ministerpräsident.
Er absolvierte ein Studium der Rechtswissenschaften an der Universität Athen sowie 1959 am Hutchins College der University of Chicago. Später war er als Rechtsanwalt sowie als Professor für Rechtswissenschaften tätig.
Während der Zeit der Militärdiktatur unter Oberst Georgios Papadopoulos war er zunächst von 1967 bis 1971 Finanzminister sowie danach Innenminister. Am 10. Mai 1973 wurde er durch Papadopoulos als Innenminister entlassen.
Nach dem Sturz von Papadopoulos durch Brigadegeneral Dimitrios Ioannidis am 25. November 1973 folgte er dem erst seit dem 8. Oktober amtierenden Ministerpräsidenten Spyros Markezinis. In seinem bis zum 23. Juli 1974 amtierenden Kabinett übernahm er zugleich die Ämter des Ministers für Finanzen, Planung und Wirtschaftskoordination. Kurz nach dem Beginn der durch den Putsch griechischer Soldaten auf Zypern am 15. Juli 1974 verursachten Zypernkonflikts brach die Militärdiktatur zusammen. Nach der anschließenden Rückkehr zur Demokratie zog er sich aus der Politik zurück.